# Piskorz amurski
Piskorz amurski, piskorz mułowy (Misgurnus anguillicaudatus) – gatunek ryby z rodziny piskorzowatych (Cobitidae). Zamieszkuje północno-wschodnią Azję (Amur), w większości Rosję i Chiny. Nie jest zagrożony wyginięciem. W Europie i USA jest chętnie hodowany jako ryba akwariowa, obecnie jednak rzadszy w hodowlach niż kiedyś. Na swych terenach niekiedy koegzystuje z piskorzem (Misgurnus fossilis). W niektórych miejscach jak w USA i Australii gatunek uznawany jest za gatunek inwazyjny, niszczący środowisko i zagrażający innym rodzimym gatunkom.

## Taksonomia
Gatunek opisał w 1842 roku Theodore Edward Cantor w 1842 roku. Opisał go jako Cobitis anguillicaudata. Później piskorz mułowy został nazwany kilkoma innymi synonimami: Misgurnus aguillicadatus, Misgurnus anguillicaudatus anguillicaudatus, Misgurnus crossochilus, Misgurnus fossilis anguillicaudatus. Autor stwierdził, że opisany przez niego takson to tak naprawdę podgatunek piskorza zwyczajnego (Misgurnus fossilis).  
Poniższy kladogram obrazuje pozycję systematyczną rodzaju Misgurnus:  
|  | Misgurnus anguillicaudatus |
|  |                            |
|  | Misgurnus buphoensis       |
|  |                            |
|  | Misgurnus fossilis         |
|  |                            |
|  | Misgurnus mizolepis        |
|  |                            |
|  | Misgurnus mohoity          |
|  |                            |
|  | Misgurnus nikolskyi        |
|  |                            |
|  | Misgurnus tonkinensis      |
|  |                            |

## Występowanie i środowisko

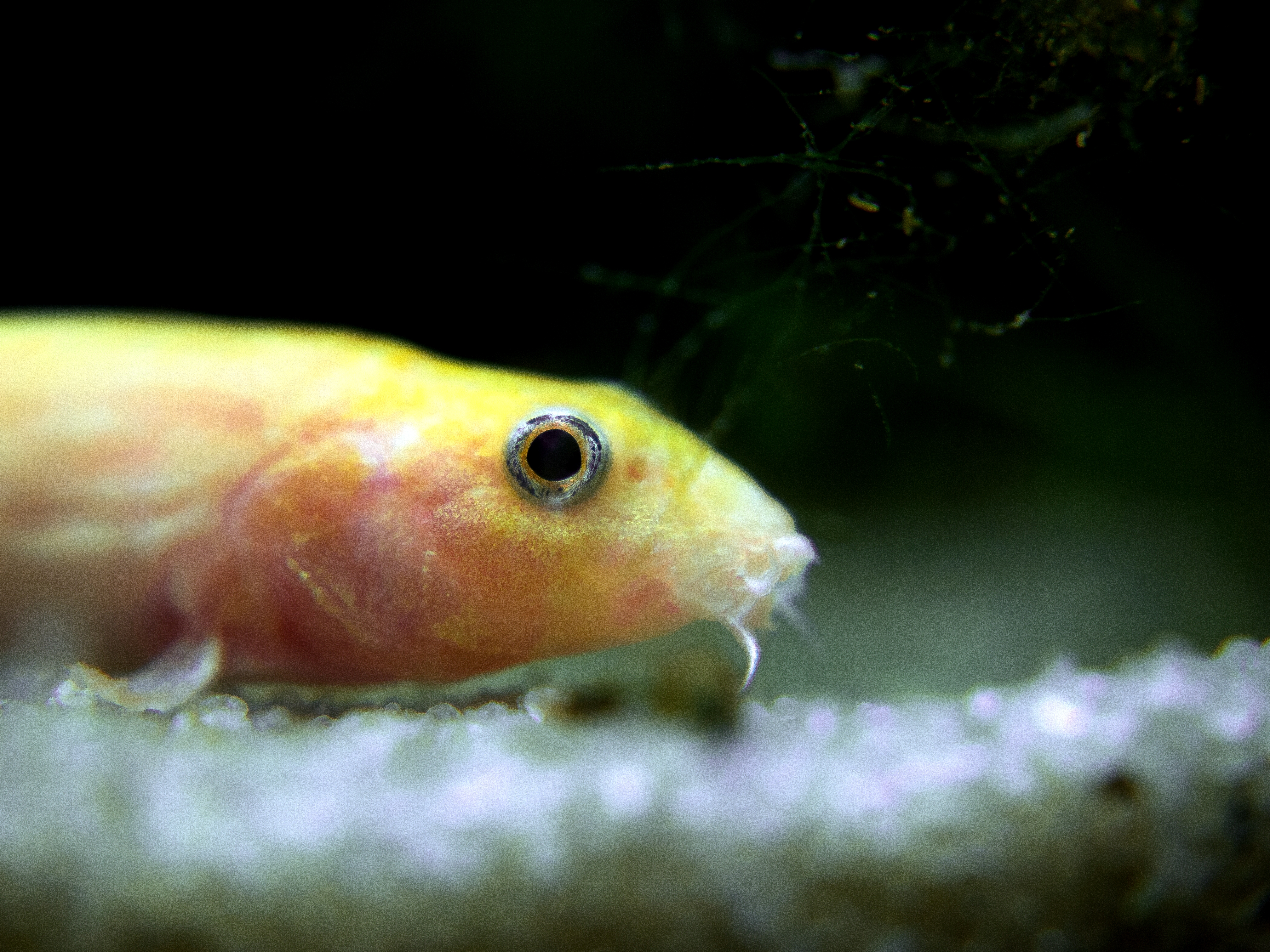
odmiana złota

W starszych publikacjach mówi się, że zasięg występowania ogranicza się do północno-wschodniej Azji, Syberii. Obecnie wiadomo, że jego zasięg jest znacznie rozszerzony – wiadomo, że występuje w Rosji, w środkowych Chinach, na wyspie Sachalin, Mongolii, Korei, Wietnamie oraz także w Indiach. Introdukowany do wielu miejsc na ziemi – do Niemiec (Dolina Renu), Włoch (Ticino), nad Jezioro Aralskie, Hawaje, Australię (Queensland) oraz do 13 stanów Ameryki. 
Występuje w mocno zamulonych zbiornikach błotnych. W tych zamulonych zbiornikach często zakopuje się w podłożu, tak że na wierzchu wystają tylko oczy. Zamieszkuje małe jeziora, wolno płynące rzeki, strugi i inne wolno płynące zbiorniki wodne. 

## Morfologia
Swym kształtem ciała przypomina piskorza, jest jednak od niego mniejszy. Osiąga zwykle 0.25 – 0.28 m długości, choć w akwarium jest nieco mniejszy, zwykle hodowane osobniki osiągały 10 cm. Piskorz amurski ma zaokrąglony pyszczek z parami wąsików. Ciało jest kształtu cylindrycznego. Na tle innych ryb nie wyróżnia się swym ubarwieniem – zwykle jest ciemniejszego koloru, a na ciele znajdują się liczne małe plamy. Inaczej ubarwiona jest akwariowa odmiana barwna w kolorze złoto-cytrynowym. Płetwy (szczególnie ogonowa) są zaokrąglone. Płetwa grzbietowa jest położona blisko trzonu ogonowego, płetwy brzuszne także są skurczone do tyłu. Posiada małą głowę. Na ciele znajdują się liczne małe łuski.

## Ekologia
Zbadano żołądki tego gatunku w Ameryce Północnej. Okazuje się, że żołądki piskorzy zawierały szczątki innych ryb. Niektóre żołądki zawierały elementy sprzętu wędkarskiego. Piskorz ten odżywia się przede wszystkim detrytusem, materią i szczątkami roślinnymi oraz bezkręgowcami wodnymi. Pokarm pobiera w nocy.
Przeprowadzono badania nad młodymi piskorzami amurskimi. Podczas badań karmiono młode ryby pokarmami z dodatkiem chitozanu. Z badań wynika, że w zależności od pobranej dawki przez rybę, ryba mogła zwiększać swą masę. Zwiększenie dawki chitozanu spowodowało brak lipidów w komórkach jelit.
Tarło typowe dla piskorzowatych (Cobitidae), w kwietniu i czerwcu. Pary płyną na płytkie wody. Samiec i samica splata się ciałami. Samica wydala ikrę, a samiec ją zapładnia. Jaja pozostawiane bez opieki. W akwarium rozmnaża się bardzo rzadko.

## Relacje z ludźmi
Podobnie jak piskorz, piskorz mułowy jest ceniony ze względu na smaczne mięso. Według szacunków FAO piskorz amurski znalazł się na miejscu 30 jako jedna z najważniejszych ryb konsumpcyjnych. W Korei z tej ryby przyrządza się zupę zwaną Chueo-tang (추어탕; 鰍魚湯), która jest często podawana z ziołami. W tamtym rejonie świata piskorz amurski nazywany jest 미꾸라지 i bardzo ceniony. W Japonii natomiast piskorza mułowego przyrządza się techniką Nabe-mono (泥鰌鍋) – potrawa przyrządzana jest w tzw. „ognistym kociołku”. Ażeby piskorze nadawały się do spożycia, są gotowane żywcem w gorącym garnku. Potrawa nie jest jednak bezpieczna, bowiem piskorze mogą być nosicielami bakterii Plesiomonas shigelloides.
Ryba też jest chętnie hodowana w akwariach. Nie jest specjalnie wymagająca w hodowli, nadaje się do tzw. akwariów zimnowodnych. Temperatura wody może wynosić od 10° do 24°C. Wobec innych ryb jest pokojowo usposobiony. 

## Status
Międzynarodowa Unia Ochrony Przyrody (IUCN) uznaje piskorza amurskiego za gatunek najmniejszej troski (LC – Least Concern). Liczebność populacji nie jest znana, podobnie jak jej trend. Uznawany jest jako pospolitego i miejscami licznego. W Australii jego import i hodowla została zakazana, w niektórych częściach gatunek inwazyjny. 